# Моисеев, Анатолий Александрович
Анатолий Александрович Моисеев (1896—1979) — доктор технических наук, профессор, исполняющий обязанности ректора Ленинградского кораблестроительного института в эвакуации в г. Горький во время Великой Отечественной войны в период с мая 1942 года по февраль 1943 года.

## Биография
В 1914 году поступил на кораблестроительное отделение Петроградского политехнического института (ППИ). Участник Первой мировой и Гражданской войн. Окончил ППИ в 1923 году. До 1925 года работал на машиностроительном заводе им. К. Маркса, затем на Балтийском заводе — инженер-конструктор, начальник цеха, помощник технического директора. В 1934—1938 годах начальник турбинного цеха на Судостроительном заводе им. Жданова в Ленинграде. С 1938 года до выхода на пенсию преподавал в Ленинградском кораблестроительном институте. Доктор технических наук (1949), профессор (1949). Заслуженный деятель науки и техники РСФСР (1966).
В 1942 году директором ЛКИ в Горьком был назначен Л. С. Окорский, но он тогда находился в г. Пржевальске, где сосредоточилась группа студентов ЛКИ. В Пржевальске находился и эвакуированный туда Николаевский кораблестроительный институт. Поэтому исполнять обязанности директора ЛКИ в Горьком был временно назначен заместитель директора А. А. Моисеев.
Условия занятий в Горьком были непростые. Поначалу, в мае 1942 года, 91 студент ЛКИ перешёл по переводу в Горьковский политехнический институт, а в марте 1943 года удалось возобновить занятия в Горьком собственно на базе эвакуированного ЛКИ. Анатолию Александровичу Моисееву довелось исполнять обязанности ректора вуза в период войны, находясь в трудных условиях эвакуации.
В 1955—1970 годах проректор Ленинградского кораблестроительного института.

## Публикации
- Судостроение и судовое машиностроение / отв. ред. А. А. Моисеев. — Ленинград : Судпромгиз, 1959. — 259 с. : ил.
- Судовые энергетические установки / отв. ред. А. А. Моисеев. — Ленинград : ЛКИ, 1969. — 192 с. : ил.
- Теория корабля и гидромеханика. Физика / отв. ред. А. А. Моисеев. — Ленинград : ЛКИ, 1969. — 224 с. : ил. .
- Прочность, материалы, технология судостроения / отв. ред. А. А. Моисеев. — Ленинград : ЛКИ, 1969. — 193 с. : ил. .
- Судовое турбиностроение и парогенераторостроение / отв. ред. А. А. Моисеев. — Ленинград : ЛКИ, 1969. — 198 с. : ил.
- Теория корабля, гидромеханика / отв. ред. А. А. Моисеев. — Ленинград : ЛКИ, 1971. — 138 с. : ил.
- Строительная механика. Сварка. Прочность конструкций и материалов. Технология / отв. ред. А. А. Моисеев. — Ленинград : ЛКИ, 1971. — 142 с. : ил.
- Дизельные и электрические установки / отв. ред. А. А. Моисеев. — Ленинград : ЛКИ, 1972. — 100 с. : ил.
- Паровые и газовые судовые энергетические установки / отв. ред. А. А. Моисеев. — Ленинград : ЛКИ, 1972. — 102 с. : ил.
- Судоремонт / науч. ред. А. А. Моисеев. — Ленинград : ЛКИ, 1972. — 64 с. : ил.
- Физико-технические проблемы судовой энергетики / науч. ред. А. А. Моисеев. — Ленинград : ЛКИ, 1975. — 174 с. : ил.
- Механика и прочность судовых машин и механизмов / науч. ред. А. А. Моисеев. — Ленинград : ЛКИ, 1977. — 100 с. : ил.